# مارتن بيل (متزحلق جبال الألب)
مارتن بيل (بالإنجليزية: Martin Bell)‏ هو متزحلق جبال الألب بريطاني، ولد في 6 ديسمبر 1964 في أكروتيري ودكليا في المملكة المتحدة.

## وصلات خارجية
- مارتن بيل على موقع الاتحاد الدولي للتزلج (التزلج على المنحدرات الثلجية) (الإنجليزية)
- مارتن بيل على موقع أوليمبيديا (الإنجليزية)